# Suede
Suede é uma das mais populares e importantes bandas do Reino Unido, tendo atingido o seu auge nos anos 90, contribuindo para iniciar o movimento Britpop.

## Biografia
A banda forma-se em 1989, com Brett Anderson na voz, na guitarra Bernard Butler, Mat Osman no baixo e na bateria Simon Gilbert. Os músicos gravam o primeiro álbum Suede, de 1993, e atraem grande atenção da imprensa britânica. Em 1994, é lançado Dog Man Star, seguindo-se do abandono da banda por Bernard Butler.
Em 1996, após a entrada de Richard Oakes e, posteriormente, Neil Codling, os Suede atingem o seu maior sucesso comercial com o Coming Up. O álbum alcançou o número um no Reino Unido, produzindo cinco singles top dez-"Trash," "Beautiful Ones," "Saturday Night," "Lazy," e "Filmstar" - em todo o mundo. O disco A New Morning (2002), o primeiro após o colapso com a Nude Records , foi um fracasso comercial. Em 2003, após o lançamento da compilação Singles, a banda dissolveu-se.
Depois de sete anos e de muita especulação, os Suede reestruturam-se e regressam em 2010 para uma série de concertos. Vencem nesse ano o prémio Q Inspiration nos Q Awards atribuídos pela revista Q.
No início de 2010, são confirmados os rumores de que a banda se iria reunir passados sete anos, para uma série de concertos. Em 2013, Bloodsports foi lançado, alcançando sucesso de crítica. A banda manteve suas apresentações, ora lançando discos ao vivo e coletâneas. Em 2016, a foi divulgado Night Thoughts, disco cheio de baladas que variam entre guitarras inspiradas e dramas nas letras, recebendo críticas positivas.
Em abril de 2018, o grupo anunciou o lançamento do trabalho The Blue Hour, produzido por Alan Moulder.

## Membros
- Brett Anderson - voz (1989–2003; 2010–presente)
- Mat Osman -  baixo (1989–2003; 2010–presente)
- Simon Gilbert - bateria (1991–2003; 2010–presente)
- Richard Oakes - guitarra principal (1994–2003; 2010–presente)
- Neil Codling - teclas, sintetizadores, guitarras (1996–2001; 2010–presente)

### Ex-membros
- Bernard Butler - guitarra principal, piano (1989–1994)
- Justine Frischmann - guitarra (1989–1991)
- Alex Lee - guitarras, teclados (2001–2003)

## Discografia

### Álbuns de estúdio
- Suede (1993)
- Dog Man Star (1994)
- Coming Up (1996)
- Head Music (1999)
- A New Morning (2002)
- Bloodsports (2013)
- Night Thoughts (2016)
- The Blue Hour (2018)
- Autofiction (2022)
- Antidepressants (2025)

### Compilações
- Sci-Fi Lullabies (1997)
- Singles (2003)
- The Best of Suede (2010)
- Beautiful Ones – An Introduction to Suede (2016)

## Videografia

### DVD / VHS
- Love and Poison (1993, ao vivo)
- Introducing the Band DVD (1995. ao vivo)
- Lost in TV DVD (2001, compilação dos videoclipes)

## Prêmios e indicações
| Prêmio                        | Ano  | Categoria                                    | Indicação(ões)   | Resultado | Ref.   |
| ----------------------------- | ---- | -------------------------------------------- | ---------------- | --------- | ------ |
| GAFFA Awards                  | 1993 | Melhor Álbum Estrangeiro                     | Suede            | Indicado  | [ 10 ] |
| GAFFA Awards                  | 1993 | Melhor Estreia Estrangeira                   | Eles mesmos      | Indicado  | [ 10 ] |
| GAFFA Awards                  | 1994 | Melhor Grupo Estrangeiro                     | Eles mesmos      | Indicado  | [ 10 ] |
| GAFFA Awards                  | 1994 | Melhor Artista Estrangeiro Ao Vivo           | Eles mesmos      | Indicado  | [ 10 ] |
| GAFFA Awards                  | 1994 | Melhor Álbum Estrangeiro                     | Dog Man Star     | Indicado  | [ 10 ] |
| GAFFA Awards                  | 1996 | Melhor Álbum Estrangeiro                     | Coming Up        | Venceu    | [ 10 ] |
| GAFFA Awards                  | 1996 | Melhor Canção Estrangeira                    | "Trash"          | Venceu    | [ 10 ] |
| GAFFA Awards                  | 1996 | Melhor Grupo Estrangeiro                     | Eles mesmos      | Venceu    | [ 10 ] |
| GAFFA Awards                  | 1999 | Melhor Grupo Estrangeiro                     | Eles mesmos      | Venceu    | [ 10 ] |
| GAFFA Awards                  | 1999 | Melhor Artista Estrangeiro Ao Vivo           | Eles mesmos      | Venceu    | [ 10 ] |
| GAFFA Awards                  | 1999 | Melhor Artista Estrangeiro da Década de 1990 | Eles mesmos      | Indicado  | [ 10 ] |
| GAFFA Awards                  | 1999 | Melhor Álbum Estrangeiro                     | Head Music       | Indicado  | [ 10 ] |
| GAFFA Awards                  | 1999 | Melhor Canção Estrangeira                    | "Electricity"    | Indicado  | [ 10 ] |
| NME Awards                    | 1993 | Melhor Banda Estreante                       | Eles mesmos      | Venceu    | [ 11 ] |
| NME Awards                    | 1993 | Melhor Single                                | "The Drowners"   | Venceu    | [ 11 ] |
| NME Awards                    | 1994 | Melhor Banda                                 | Eles mesmos      | Venceu    | [ 11 ] |
| NME Awards                    | 1996 | Melhor Banda                                 | Eles mesmos      | Indicado  | [ 11 ] |
| NME Awards                    | 1997 | Melhor Banda                                 | Eles mesmos      | Indicado  | [ 11 ] |
| NME Awards                    | 1997 | Melhor Álbum                                 | Coming Up        | Indicado  | [ 11 ] |
| NME Awards                    | 1997 | Melhor Single                                | "Trash"          | Indicado  | [ 11 ] |
| NME Awards                    | 1997 | Melhor Single                                | "Beautiful Ones" | Indicado  | [ 11 ] |
| NME Awards                    | 1998 | Radio 1 Evening Session of the Year          | Eles mesmos      | Venceu    | [ 12 ] |
| NME Awards                    | 2000 | Melhor Álbum de Todos os Tempos              | Dog Man Star     | Indicado  | [ 13 ] |
| NME Awards                    | 2000 | Melhor Álbum                                 | Head Music       | Indicado  | [ 13 ] |
| NME Awards                    | 2015 | Godlike Genius Award                         | Eles mesmos      | Venceu    | [ 14 ] |
| Smash Hits Poll Winners Party | 1994 | Melhor Banda Alternativa/Indie               | Eles mesmos      | Indicado  | [ 15 ] |
| Smash Hits Poll Winners Party | 1996 | Melhor Banda Alternativa/Indie               | Eles mesmos      | Indicado  | [ 16 ] |
| Smash Hits Poll Winners Party | 1996 | Melhor Vestuário Rock                        | Eles mesmos      | Indicado  | [ 16 ] |
| Smash Hits Poll Winners Party | 1996 | Melhor Capa de Álbum                         | Coming Up        | Indicado  | [ 16 ] |